# Länsväg Y 568
Länsväg Y 568 är en övrig länsväg från Njurundabommen mot Matfors i Västernorrlands län.
Vägen är ett undantag från regeln att sekundära länsvägar inte skyltas med nummer. Av någon anledning skyltas den med numret angivet (utan länsbokstav) vid avfarten från E4.